# Теодор Томзен
Теодор Томзен (нім. Theodor Thomsen, 20 березня 1904 — 14 травня 1982) — німецький яхтсмен.
Бронзовий призер Олімпійських Ігор 1952 року в класі Дракон, учасник 1956 року.